# Моніке Феррейра
Моніке Феррейра (порт. Monique Ferreira, 29 червня 1980) — бразильська плавчиня.
Учасниця Олімпійських Ігор 2004, 2008 років.
Призерка Панамериканських ігор 1999, 2003, 2007 років.